# Monasterio de Santa María Magdalena (Medina del Campo)
El monasterio de Santa María Magdalena es un cenobio de monjas Agustinas de clausura sito en la localidad de Medina del Campo (Valladolid, Castilla y León, España). Fundado en el siglo XVI, su estilo es gótico-renacentista.

## Historia
El convento fue fundado en 1551 por D. Rodrigo de Dueñas, importante cambista y consejero de Hacienda del emperador Carlos I, y su esposa D. Catalina Cuadrado, con la doble finalidad de servirles su iglesia como lugar de enterramiento y acoger en su seno a muchachas de vida descarriada y con deseos de enmienda. De ahí las primeras denominaciones de este establecimiento ('de la Penitencia' o 'de Arrepentidas'), cuya titularidad oficial de Santa María Magdalena no se fija hasta 1700. A instancias del fundador, junto al convento se construyó un colegio para niños de familias pobres, titulado de la Santa Doctrina, donde estudiara sus primeras letras San Juan de la Cruz tras su llegada a Medina.
Las MM Agustinas han habitado el monasterio desde su fundación. La iglesia celebra culto diario a las 8 h. de la tarde.

## Descripción

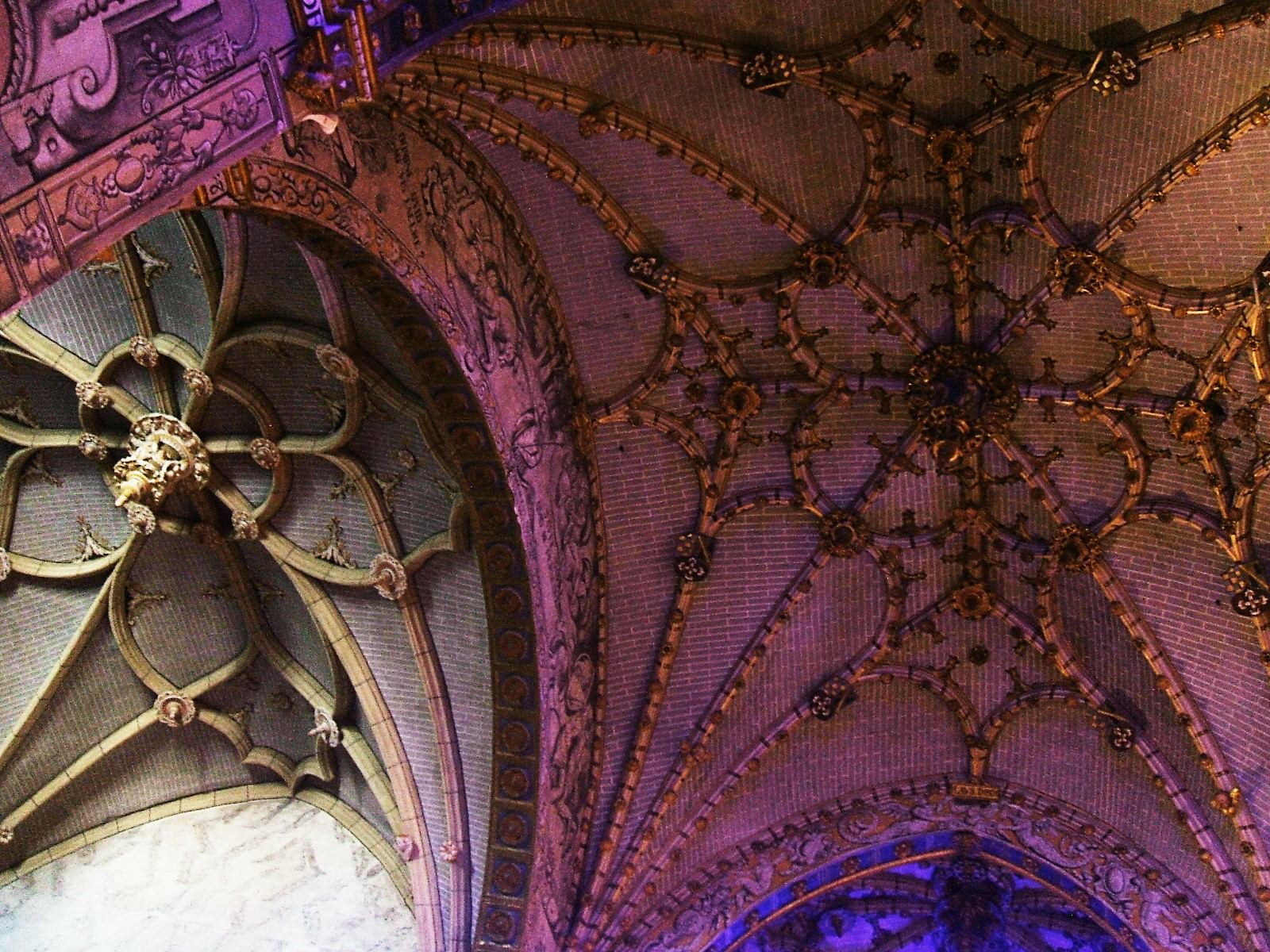
Bóvedas de la iglesia

Las dependencias conventuales se distribuyen en torno a un patio porticado de dos plantas, formado por vanos adintelados y columnas con zapatas. En la zona de clausura las monjas custodian, entre otras muchas obras, un lienzo que representa la escena del Desenclavo de Cristo, firmado en 1772 por un artista local conocido como el Mudo Neira
La parte más destacada es la iglesia, que presenta planta de cruz latina con un nave única de tres tramos, crucero y transepto con los brazos muy poco desarrollados, al igual que la cabecera, formada por un ábside deprimido de tres paños. El acceso se hace por el tercer tramo del lado de la Epístola (sur).
Los lienzos del transepto y el presbiterio en la cabecera están decorados profusamente con pinturas murales en grisalla con escenas de la vida de San José y de la Pasión y Muerte de Jesucristo, alternándose con representaciones de las virtudes cardinales y santos agustinos; se las cree realizadas en 1558 por el medinense Luis Vélez.
Todos los tramos están cubiertos con bóvedas de tracería compleja, con terceletes y combados, generando una geometría de estrella. El repertorio tardogótico de este abovedamiento es el propio del estilo de Rodrigo Gil de Hontañón, a quien por entonces se le cree dirigiendo otras obras en Medina. Sin embargo, no hay constancia documental de su participación en la planificación o construcción del monasterio de la Magdalena; de hecho, se desconoce la identidad del arquitecto. Los laterales de las ventanas presentan decoración a base de yeserías polícromas, atribuidas a los hermanos Corral de Villalpando.
A continuación, se describe el mobiliario comenzando por el lado del Evangelio (izquierda):
Retablo de la Inmaculada

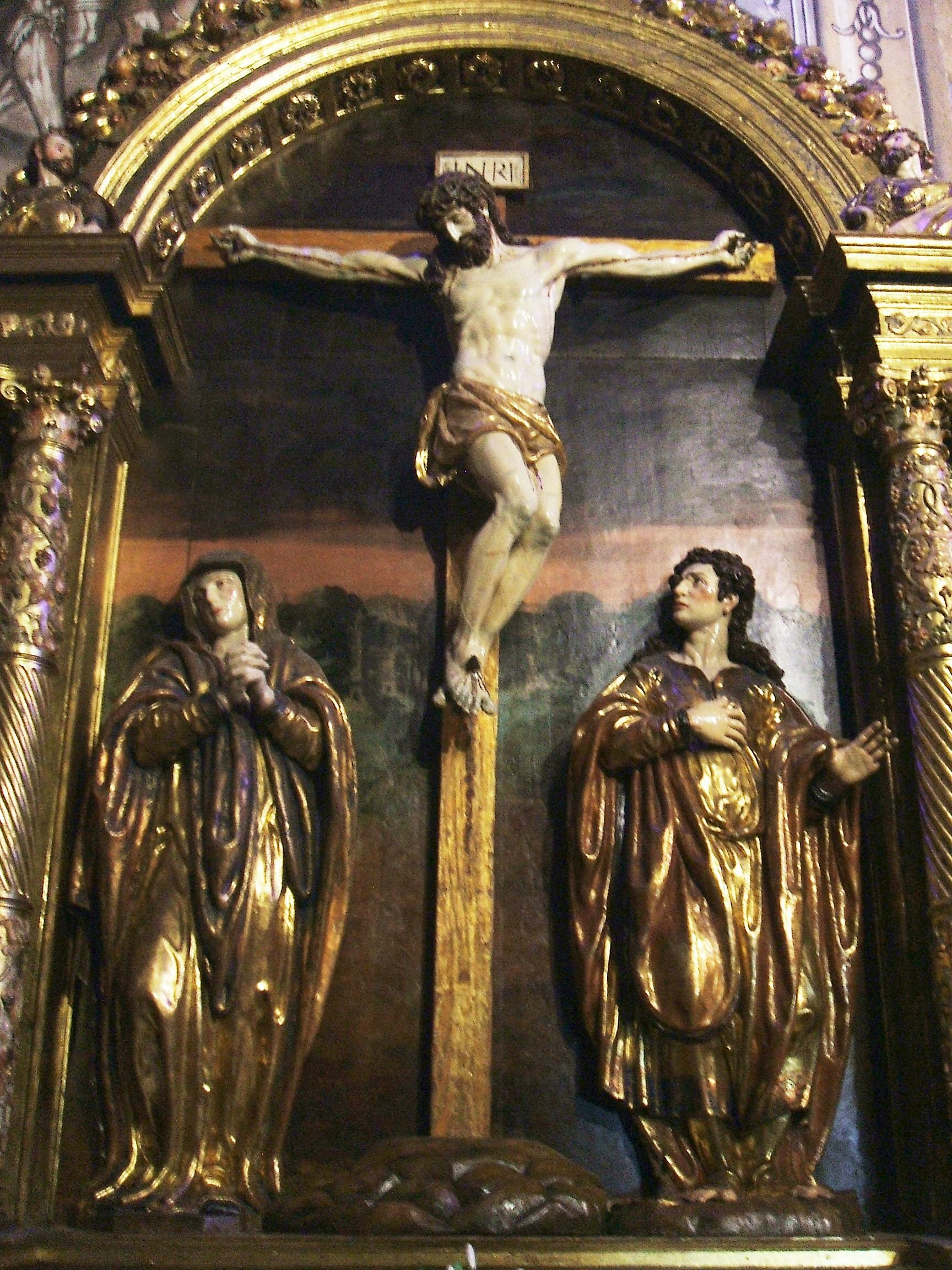
Retablo del Calvario, de Esteban Jordán

En el segundo tramo del lado del Evangelio. Obra rococó (siglo XVII) del taller de Felipe de Espinabete.
Retablo de Santa Rita de Casia

En el tercer tramo del lado del Evangelio. Obra rococó del taller de Felipe de Espinabete.
Retablo del Calvario

En el brazo septentrional del transepto. Es, sin duda, la obra más valiosa con que cuenta el monasterio. Enmarcado por un arco de medio punto y dos pares de columnas de orden corintio y fuste mixto, es una obra señera de Esteban Jordán y fue contratada en 1571 por Juan de Ahumada Hormaza, hijo de Rodrigo de Dueñas, quien se hizo enterrar en este espacio. Este retablo fue objeto hace pocos años de una intervención restauradora por parte de la Fundación del Patrimonio Histórico de Castilla y León.
Retablo de la Capilla Mayor

Rodeado de las pinturas murales que decoran los tres paños del ábside, se halla esta obra barroca del siglo XVIII. La mazonería, dorada y policromada, consta de dos cuerpos desiguales superpuestos, apoyados en un zócalo con aspecto de grada. En él se dispusieron esculturas, relieves y pinturas de cronología anterior. En el cuerpo principal y superior, en una hornacina, se sitúa una talla de la Magdalena atribuida al círculo de Adrián Álvarez. 

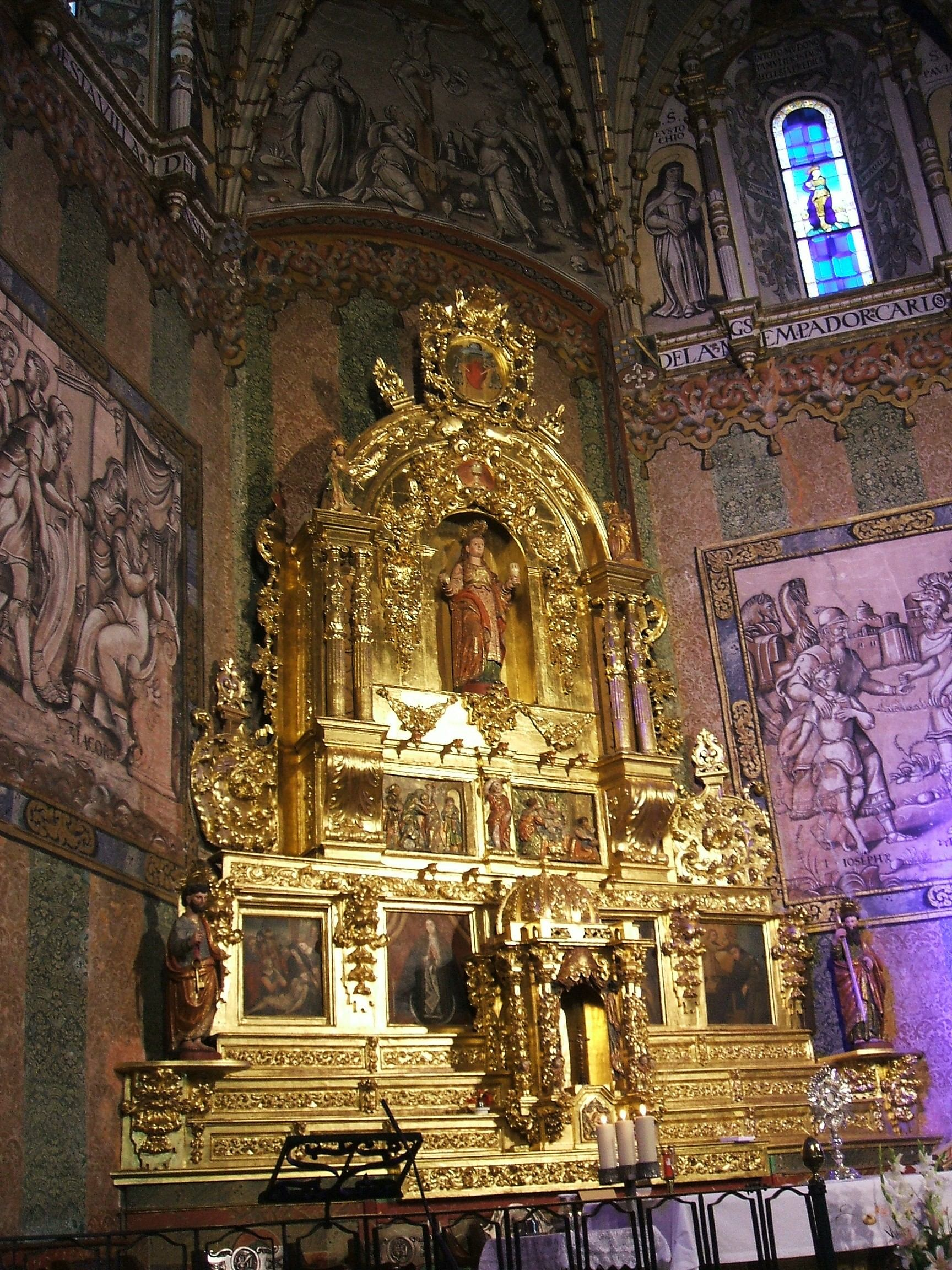
Retablo Mayor

 En el banco que separa el cuerpo superior del inferior, dos relieves alusivos al Abrazo en la Puerta Dorada y el Nacimiento de la Virgen, de hacia 1600. El cuerpo inferior recoge cuatro tablas, una de ellas, en el extremo izquierdo, representando la escena del Llanto sobre Cristo muerto, fechable en la segunda mitad del XVI y de gusto italiano. En las gradas del zócalo, en los extremos, tallas de San Pedro y San Pablo, obras del siglo XVI atribuidas asimismo a Adrián Álvarez. 
Retablo de San Agustín

En el brazo meridional del transepto. Obra rococó del taller de Felipe de Espinabete. El retablo incorpora una selección del santoral agustino, destacando la imagen, en el ático, de Santa Clara de Montefalco.
Lienzos de la Virgen del Silencio y de Santa Casilda
En el segundo tramo del lado de la Epístola. Están integrados en un único marco. El dedicado a la Virgen del Silencio corresponde al siglo XVI; el que retrata a Santa Casilda es atribuido al Mudo Neira.
Coro

A los pies del templo y ocupando su primer tramo. La sillería de las monjas se dispone en el perímetro del coro bajo, espacio que contiene como piezas de interés una talla de San Agustín de buen tamaño del siglo XVIII, en la pared del fondo, y un lienzo de la Inmaculada pintado por Alonso del Arco. En el coro alto, frente al órgano barroco, se veneran una pequeña imagen de Santa María Magdalena ermitaña y un Cristo yacente realizado en bambú.

## Galería

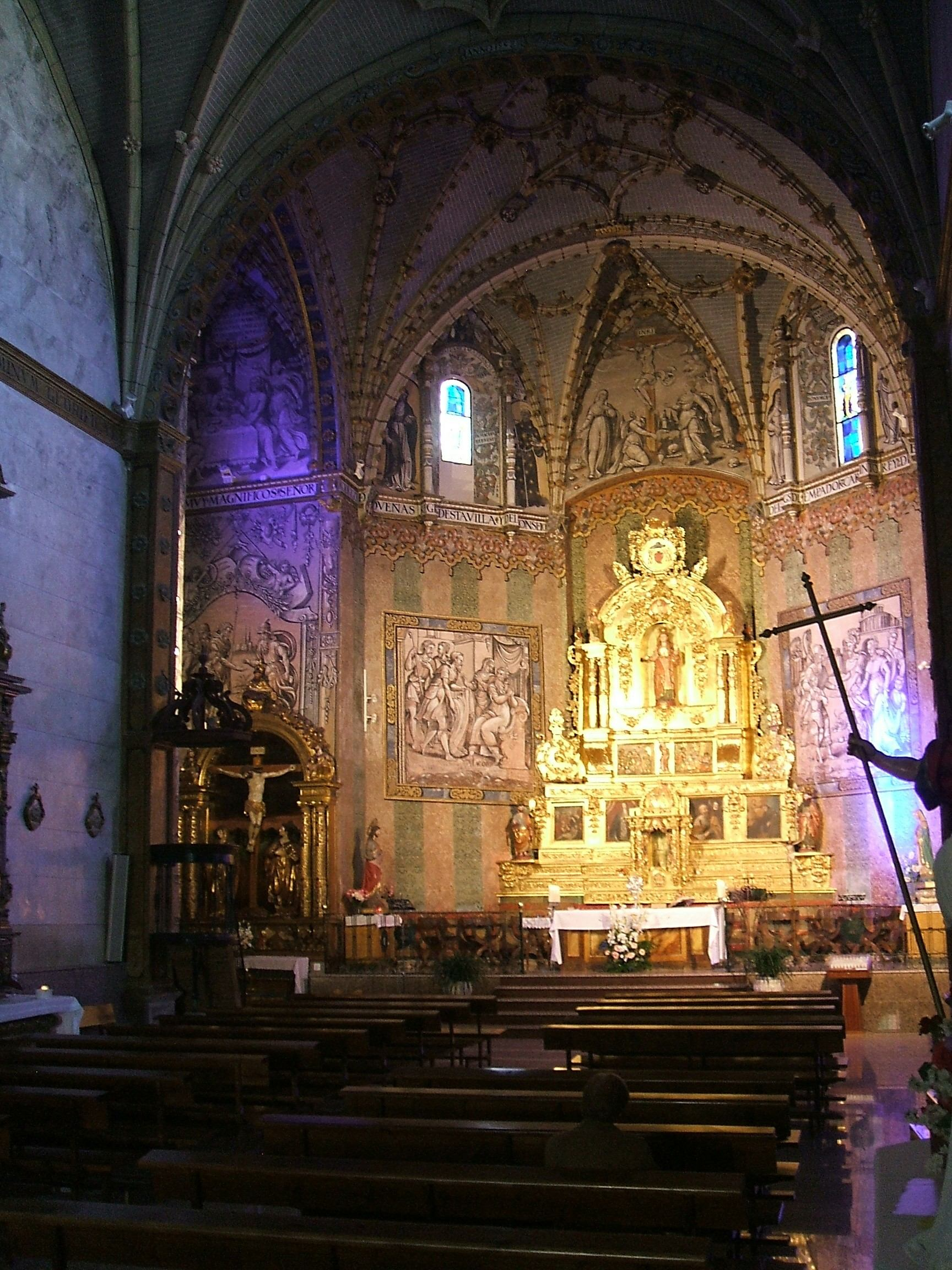
Aspecto del interior de la iglesia
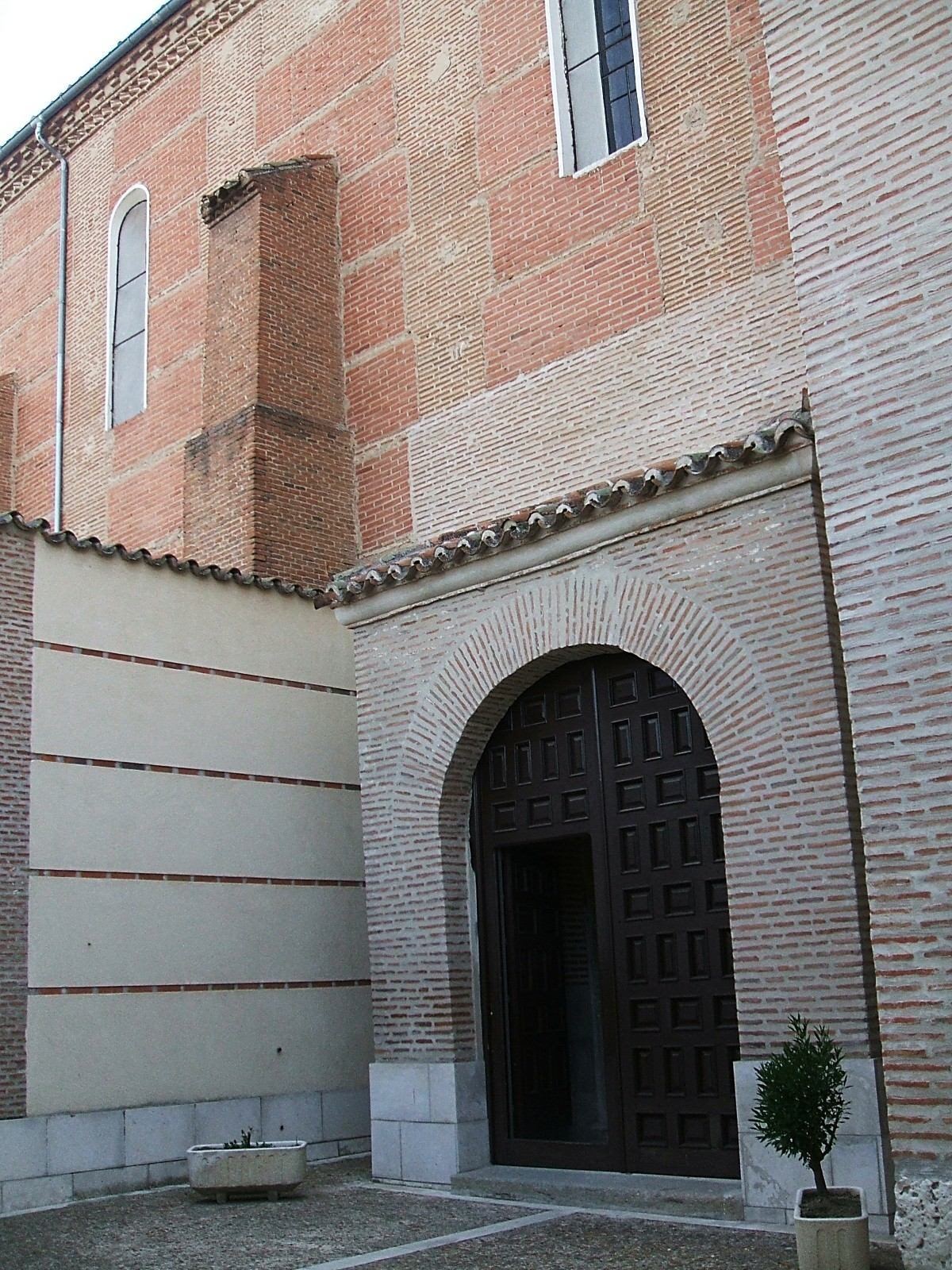
Puerta de acceso a la iglesia

- Datos: Q6021428
- Multimedia: Monastery of Santa María Magdalena, Medina del Campo / Q6021428